# ZSSP-35 Hydra
Program budowy przeciwlotniczego, artyleryjskiego systemu ogniowego, realizowany przez Polską Grupę Zbrojeniową, PIT-Radwar i Huta Stalowa Wola, mający zastąpić armaty przeciwlotnicze 57 mm, system PZA Loara, czy ZSU-23-4MP Biała, charakteryzujący się zdolnością do zwalczania zagrożeń z powietrza oraz lekko opancerzonych obiektów naziemnych i nawodnych z możliwością wykorzystania amunicji programowalnej, a także przystosowany do prowadzenia działań przy wykorzystaniu wozu dowodzenia i kierowania uzbrojeniem, oraz samodzielnie, w różnych warunkach pogodowych, o każdej porze.

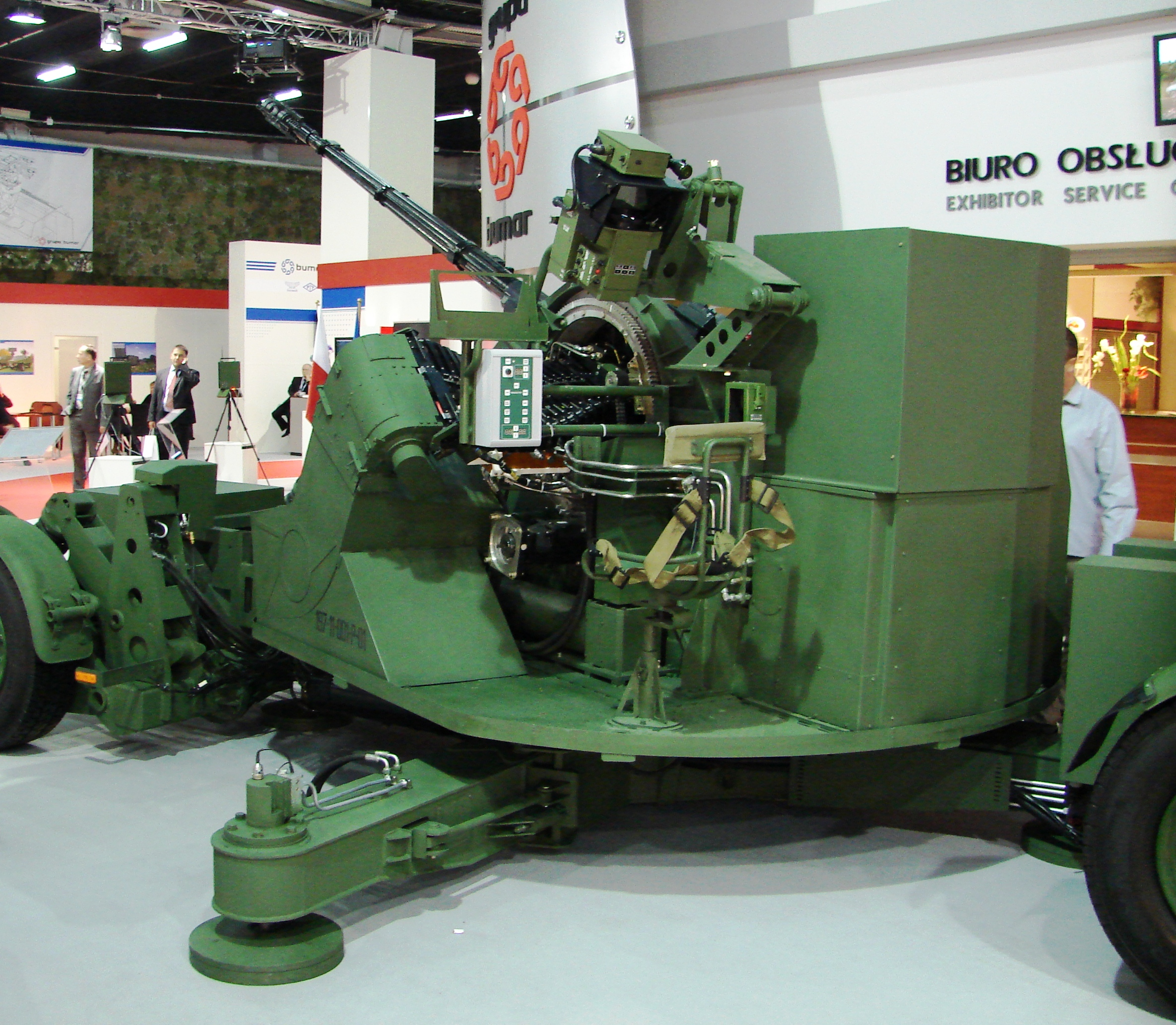
ZSSP-35 Hydra

## Historia i konstrukcja
Realizując Uchwałę Rady Ministrów nr 123 z 23 czerwca 2014, w sprawie programu, Priorytetowe Zadania Modernizacji Technicznej SZ RP, określające zadanie, pozyskania przeciwlotniczych artyleryjskich środków ogniowych, Inspektorat Uzbrojenia - MON wystosował oferty do zainteresowanych podmiotów przemysłu zbrojeniowego, do udziału w programie.
Polska Grupa Zbrojeniowa, PIT- Radwar, i Huta Stalowa Wola, zaoferowały konstrukcję, opartą na armacie automatycznej KDA-35 mm, z dwustronnym systemem ładowania amunicji, który umożliwia szybką zmianę stosowanego rodzaju amunicji, pomiędzy pociskami programowanymi a podkalibrowymi. Zastosowany elektroniczny systemem kierowania ogniem, wraz z autrackerem, który na podstawie obrazu przekazywanego z kamer głowicy optoelektronicznej, wykrywa obiekty w polu widzenia. Specjalne algorytmy pozwalają na wyodrębnienie obiektu z obrazu, przesyłając informację o jego położeniu i rozmiarach poprzez interfejsy komunikacyjne do systemu kierowania ogniem. System jest zasilany m.in. amunicją programowalną opracowaną w Polsce, w kooperacji z zakładami Mesko. Amunicja programowalna jest szczególnie przydatna w zwalczaniu niewielkich obiektów powietrznych, takich jak np. cele klasy BSL. Zastosowanie amunicji programowalnej (niedostępnej np. dla systemów kal. 23 mm), umożliwia też skuteczne zwalczanie bomb kierowanych, oraz celów klasy C-RAM (pociski artyleryjskie, moździerzowe, rakietowe, w tym przeciwradiolokacyjne. 
Jednocześnie zachowano możliwość użycia amunicji podkalibrowej, stanowiącej skuteczny środek bojowy w zwalczaniu nieopancerzonych i lekko opancerzonych celów naziemnych i nawodnych.
ZSSP-35 Hydra, umożliwia zwalczanie celów powietrznych wykonujących z przyspieszeniem do 8g, manewr przeciwlotniczy w strefie ognia i poruszających się z prędkościami do 600 m/s. Maksymalna odległość zwalczania celów powietrznych, konwencjonalnych to 4-5 km, na wysokościach od 100 do 3500 m, celów klasy C-RAM - 3 km z amunicją programowalną, oraz celów naziemnych i nawodnych - 4 km.
Opracowane systemy z armatą KDA-35 mm, mogą wykorzystywać komponenty już istniejące w polskim przemyśle obronnym np. nośniki kołowe i gąsiennicowe, jak podwozia samochodów Jelcz, KTO Rosomak, czy BWP Borsuk, oraz  systemy łączności i transmisji danych – stosowane w systemach Łowcza-3, stacje radiolokacyjne, ZDPSR Soła i ZDPSR Bystra, jak i nowe rozwiązania.
Wraz z różnymi wariantami armaty, rozwijany jest polski system amunicji programowalnej, który znacznie zwiększa możliwości bojowe armaty KDA -35 mm na współczesnym polu walki. Używany obecnie w WP system PSR-A Pilica z działkiem 23 mm, nie jest rozwiązaniem perspektywicznym ze wzglądu na brak możliwości użycia amunicji programowalnej.  